# ووژو
ووژو (به فرانسوی: Vougeot) یک کمون در فرانسه با جمعیت ۲۰۱ نفر است که در Canton of Nuits-Saint-Georges واقع شده‌است.